# Paštrik
Il Paštrik (nel cirillico serbo Паштрик), detto anche Pashtrikë or Pashtrik (in albanese Pashtriku) è una montagna situata sul confine tra Kosovo e Albania, con un picco di 1986 m, nei pressi del fiume Biala Drim. Ogni anno si ritrovano su questa montagna pellegrini di diverse religioni.
Si trova nella regione storica di Has, nota come Pashtrikë fino al XVI secolo. La presenza di comunità albanesi nell'area è testimoniata già nel Quattrocento. Al giorno d'oggi, due terzi della montagna rientrano nei confini albanesi e un terzo in quelli kosovari. I villaggi di Krumë e Gjonaj si trovano nei pressi.
Tra gli animali che vivono sulla montagna si trovano il topo campagnolo, il riccio, la talpa balcanica e la talpa europea.

## Culto
Il monte Pashtrik è considerato sacro sin da tempi antichi. Un antico culto pagano si riflette nei pellegrinaggi annuali sia dei cristiani che dei musulmani, che si riuniscono proprio su questa montagna. I cattolici celebrano una festa di due giorni dedicata all'assunzione di Maria, chiamata dalla gente del posto "Festa della Santa Trinità" (in albanese Festa e Shëndritatit). I bektashi, invece, si recano sul posto per onorare la leggendaria figura di Sari Saltik (in albanese Sari Salltëk) in quanto ritengono che la montagna contenga una delle sue sette tombe. Infine, i cristiani ortodossi di Prizren ritengono che sulla montagna si trovi la tomba di Pantaleone di Nicomedia e vi si recano una notte intera durante l'estate.
Nel folklore albanese ogni montagna ha una propria ninfa (Zana e malit) che impartisce il nome alla montagna. Inoltre, la gente del posto in passato associava le montagne al culto della natura, in particolare del sole, ma anche della terra e dell'acqua.